# Stazione meteorologica di Fumone
La stazione meteorologica di Fumone è la stazione meteorologica di riferimento relativa alla località di Fumone.

## Coordinate geografiche
La stazione meteorologica è situata nell'Italia centrale, nel Lazio, in provincia di Frosinone, nel comune di Fumone, a 780 metri s.l.m. e alle coordinate geografiche 41°44′N 13°17′E.

## Dati climatologici
Secondo i dati medi del trentennio 1961-1990, la temperatura media del mese più freddo, gennaio, si attesta a +6,2 °C, mentre quella del mese più caldo, luglio, è di +24,6 °C.
Le precipitazioni medie annue sono abbondanti, attorno ai 950 mm, mediamente distribuite in 97 giorni, con un picco tra l'autunno e l'inverno ed un minimo relativo estivo.
| Fumone              | Mesi | Mesi | Mesi | Mesi | Mesi | Mesi | Mesi | Mesi | Mesi | Mesi | Mesi | Mesi | Stagioni | Stagioni | Stagioni | Stagioni | Anno |
| Fumone              | Gen  | Feb  | Mar  | Apr  | Mag  | Giu  | Lug  | Ago  | Set  | Ott  | Nov  | Dic  | Inv      | Pri      | Est      | Aut      | Anno |
| ------------------- | ---- | ---- | ---- | ---- | ---- | ---- | ---- | ---- | ---- | ---- | ---- | ---- | -------- | -------- | -------- | -------- | ---- |
| T. max. media (°C)  | 9,4  | 10,7 | 13,0 | 16,5 | 21,1 | 25,9 | 30,0 | 29,7 | 24,1 | 19,2 | 14,1 | 9,4  | 9,8      | 16,9     | 28,5     | 19,1     | 18,6 |
| T. min. media (°C)  | 2,9  | 4,3  | 6,0  | 8,4  | 11,9 | 15,4 | 19,2 | 18,9 | 13,7 | 10,0 | 6,2  | 3,1  | 3,4      | 8,8      | 17,8     | 10,0     | 10,0 |
| Precipitazioni (mm) | 106  | 79   | 88   | 82   | 65   | 47   | 34   | 36   | 66   | 97   | 132  | 110  | 295      | 235      | 117      | 295      | 942  |
| Giorni di pioggia   | 10   | 8    | 10   | 11   | 8    | 7    | 5    | 6    | 6    | 7    | 10   | 9    | 27       | 29       | 18       | 23       | 97   |